# Jarome Iginla

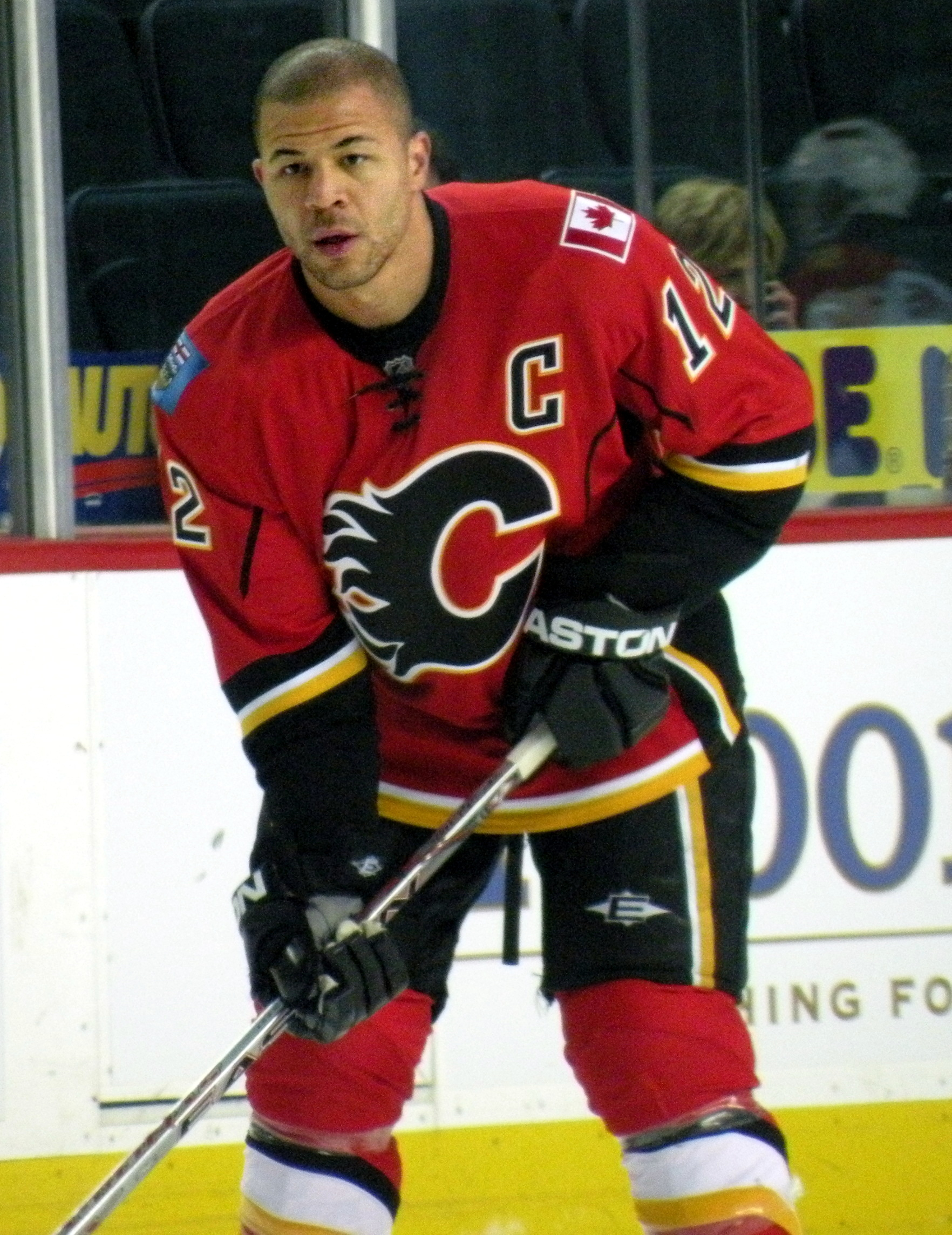

Jarome Arthur-Leigh Adekunle Tig Junior Elvis Iginla o simplemente Jarome Iginla (1 de julio de 1977, Edmonton, Canadá) es un jugador profesional de hockey sobre hielo que milita en los Boston Bruins de la NHL. Fue jugador de los Calgary Flames, de los que formó parte desde 1995, cuando los Dallas Stars lo eligieron en el 11º puesto del Draft en la primera ronda, para traspasar posteriormente sus derechos a este equipo, en el cual militó hasta el 2013, y del cual fue capitán durante 9 de esos años. Empezó la temporada 2012-2013 con los Flames (31 juegos), pero luego fue cambiado a los Pittsburgh Penguins en 2013, jugando apenas 13 juegos de la temporada 2012-2013 con ese equipo. Luego, en la temporada 2013-2014, pasar a ser parte de los Bruins.

## Infancia
Su padre, abogado de profesión y nacido en Nigeria, decidió cambiarse el nombre de pila de Adekunle por el de Elvis tras su llegada a Canadá. Lo que sí se mantuvo fue la etimología de su apellido, el cual significa "árbol grande" en yoruba, idioma nativo paterno. La madre de Jarome, Susan, es originaria de Oregón y ha trabajado como fisioterapeuta y profesora de música. Iginla creció con su madre y sus abuelos después de que sus padres se divorciaran cuando él tenía un año. Y a pesar de criarse bajo un lecho materno de marcado carácter budista, Jarome se identifica a sí mismo como cristiano, la fe de su padre.
Además de al hockey, Iginla jugaba al béisbol cuando era joven, llegando a ser el catcher en el equipo nacional júnior canadiense. Creció admirando a otros jugadores de hockey negros, como Grant Fuhr (de los Edmonton Oilers). Emulando a Fuhr, Iginla ocupó la posición de portero en sus dos primeros años de hockey, antes de cambiarse al extremo. Desarrolló toda su carrera de categorías inferiores en St. Albert, liderando la Alberta Midget Hockey League en el apartado de puntuación con apenas 15 años, alcanzando 87 puntos en las filas de los St. Albert Midget Raiders durante la temporada 1992-93.

## Etapa de junior
En 1993, Jarome convirtió 16. Esta es la edad en que Canadá los mejores jugadores jóvenes entrar en el mundo junior de hockey. Fue seleccionado para jugar la Kamloops chaquetones de Western Hockey League. El WHL, un semillero de futuros talentos NHL, siempre y algunos enormes desafíos para Jarome. Los jugadores se WHL más cerca de ser el hombre que los niños, lo que se tradujo en un estilo de juego que era más rápido y ásperas y meaner que cualquier cosa que había encontrado en los jóvenes de hockey. Jarome del primer año fue una de ajuste. 
Durante la campaña 1993-94, correspondía apenas seis objetivos y 17 de ayuda. Sin embargo, al final de la temporada, bajo la tutela del entrenador Don Hay, Jarome se había trasladado su juego a un nuevo nivel. En el Memorial Cup, el más prestigioso torneo junior de hockey en Canadá, jugó sólido de hockey y ha contribuido a un notable campeonato vísperas de la segunda para los chaquetones de su historia. 
Como Jarome se convirtió en su cuerpo y ganaron más confianza, él se convirtió en uno de los principales WHL poder avanzar. Él se distinguió de otros jugadores, no solo por sus habilidades avanzadas, pero con su impecable instinto. Jarome siempre parecía estar en todo el tejo en las esquinas, en torno a las arrugas, sobre hielo al aire libre-y sabía cómo utilizar su tamaño y fuerza para mayor ventaja. Jugó duro, pero jugó limpio. En su segundo año con los chaquetones se compensarán los 33 objetivos y 38 asiste añadido. Jarome los chaquetones llevado a un segundo Memorial Cup, y ganó el Trofeo George Parsons como el torneo de la mayoría de Sportsmanlike Player. 
Jarome el rendimiento durante la temporada 1994-95 lo puso en el radar de exploración NHL. Todavía había espacio para crecer y mejorar, pero él ya encajar el perfil de una primera ronda de proyectos de elección. Ese verano, los Dallas Stars seleccionado Jarome con 11 pick general.

## Carrera profesional
Después de firmar con las Estrellas, de 18 años regresó a Jarome Kamloops para una tercera temporada. Justo después de la campaña se inició, se enteró de que había sido negociados. Dallas tuvo un buen núcleo de jugadores jóvenes, y consideró la gestión de todo el equipo necesario para hacer un par de talentosos veteranos. El 19 de diciembre, Jarome fue empaquetado con Corey Millen oficial y enviado a la Calgary Flames a cambio de Joe Nieuwendyk, un período de cuatro tiempo de las Estrellas con un par de objetivo de 50 temporadas en su currículum. 
El traslado de trabajo para ambos clubes, pero que inicialmente parecía un desastre. Las Estrellas perdieron los playoffs en su totalidad en 1996 (que ganar 46 juegos el año siguiente), mientras que los aficionados se Calgary en armas sobre la pérdida de un querido miembro del equipo. "Jarome ¿Quién?" Gritó un periódico local. 
Jarome aprendido del comercio, mientras que en Boston para el Mundial Junior de Hockey Campeonato. Se centró en los 10 equipos del torneo, si se le rattled de la operación no se muestran. En la semifinal contra Rusia, ayudó a Jarome Equipo Canadá obtener una victoria 4-3 con un embrague shorthanded objetivo. En la final contra Suecia, estableció el tono temprano, con una aplastante órgano comprobar en un enemigo defenseman. Canadá ganó 4-1 y Jarome, con 12 puntos, fue nombrado el torneo de la parte superior hacia adelante. 
Al regresar a Kamloops, Jarome Calgary justificada la confianza de jugar hockey dominante. En 63 juegos ha acumulado 63 metas y 73 asiste. Él agregó 29 puntos en 16 juegos durante la Copa Memorial de la competencia, pero los chaquetones no estuvieron a la altura de un tercer campeonato consecutivo.

## Galardones individuales
Después de la Copa Memorial, Jarome recibió la llamada cada jugador junior de sueños. Las llamas se encontraban en los playoffs y necesita algunos puntuación ponche después de perder Gary Roberts a una lesión a mitad de camino a través de la temporada. Jarome respondió con un gol en su primer juego, una primera ronda de la inclinación con los Chicago Blackhawks, y seguido con una aportación a su segundo. A pesar de las contribuciones de la adolescente, Calgary perdieron la serie en cuatro rectas. 
Denominación en su primera temporada regular de la NHL, Jarome ha establecido a sí mismo como un contendiente para el Trofeo Calder. A pesar de jugar bien, no fue un año fácil. Entrenador Pierre Page renunció inesperadamente antes de la campaña, Calgary y del mejor jugador, Theo Fleury, sufrió una terrible temporada y se entregó a su capitanía. Para agravar estos problemas fue el decepcionante juego de avanzar checo Robert Reichel, que regresó a las llamas después de jugar en el extranjero durante un año. Una vez que el 40-goleador, compensarse un exiguo 16 antes de ser comercializados a los isleños con una docena de juegos que quedan en la temporada. 
Jarome acabado con 21 metas y 29 asistencias y fue nombrada a la NHL's All-Rookie equipo. Pero Iginla, que se ganó el apodo de "Iggy Pop", fue el único punto brillante de Calgary, que perdió los playoffs por apenas la segunda vez desde que la franquicia de Atlanta transferido en 1979. Nadie lo sabía en ese momento, pero el equipo de la triste temporada que marca un período de constante disminución de la franquicia. Este el punto de mira se centró con mayor intensidad y en Jarome los otros jóvenes llamas. 
Se trata de un caso clásico de demasiado pronto. Jarome y los demás presionado durante la temporada 1997-98, y no a jugar consistentemente. En enero se rompió un hueso en su mano derecha y perdió tres semanas. Jarome terminado con sólo 13 objetivos, y no la luz de la lámpara a todos en el poder-play. Calgary perdió los playoffs de nuevo. 
Los números sólo toque a la temporada de pesadilla Jarome soportado. El entrenador Brian Sutter y sus colaboradores viajaban los 20 años de edad, sin piedad, él criticaba a cada paso y le reto a mejorar rápidamente. Jarome dijeron que era vago, que no dura lo suficiente de nada para acelerar su desarrollo. Cuando la Fames estuvieron a la altura de clasificación para la postemporada, gran parte de la culpa se heaped en Jarome. 
Jarome mostró gran madurez en su respuesta a Calgary frustrante campaña y Sutter's popa tácticas. En la temporada baja, trabajó todos los días en su gimnasio. WhenJarome apareció para campo de entrenamiento en el otoño de 1998, las llamas se produjo una más seria y mejor acondicionado jugador. Ellos recompensados sus esfuerzos por colocar en él Calgary's top line con Theo Fleury y Jeff Shantz. El cambio también refleja un cambio de filosofía entre Sutter y sus asistentes. A lo largo de la campaña 1998-99, alentaron a sus jóvenes estrellas, con refuerzo positivo en lugar de romper con él duras críticas. 
Jarome respondió con una sólida temporada. A fines de enero ya había superado su anterior temporada del objetivo total. Terminó el año con 28 goles y 23 de ayuda. Sin embargo, las llamas seguían un lío. El equipo mejores jóvenes jugadores están ahora en sus mediados 20 años, aún se siguen cometiendo errores de novato. Veteranos Ken Wreggett y Phil Housley fueron llevados a proporcionar algunos dirigentes, pero su presencia tuvo poco efecto. Para un tercer temporada, las llamas vieron los playoffs por televisión. 
Jarome pasó el verano trabajando para mejorar su velocidad. Esto, él sabía, era una evidente debilidad en su juego. Él había gastado tantos años de carga de peso en la habitación que había perdido flexibilidad, y este a su vez había afectado a su patinaje. Para ser más rápido, Jarome contrató a un entrenador personal llamado Lou Edwards. Un especialista que Sprint se inició un programa llamado "Need for Speed", Edwards colaboró con Jarome en una pista en San Alberto. Con cada período de sesiones podría sentido, el explosivo que regresan a su paso. 
Mientras tanto, las nubes de tormenta se reunión en Calgary. Jarome fue para un nuevo contrato, pero el agente Don Meehan y Calgary GM Al Coates no puede elaborar un acuerdo. A medida que el verano se prolongó y se acercó campo de entrenamiento, las dos partes siguen kilómetros de distancia. Jarome ha venido realizando $ 850000 y consideró que merecía una sustancial subida. Meehan señaló el hecho de que dos ex Flames, Fleury y Andrew Cassels, ha dejado a través de agencia libre y firmó para millones más de Calgary estaba ofreciendo. Coates celebró su terreno, y Jarome tuvo que sentarse a cabo gran parte de campo de entrenamiento. Él odiaba a hacerlo, pero de negocios fue de negocios. Por último, Jarome de acuerdo a un período de tres años que tratar le iba a pagar el doble de lo que había venido haciendo. No se trataba de un gran contrato, pero es lo suficientemente bueno por el momento. 
El contrato squabble no ganan Jarome cualquier nueva fanes. De hecho, cuando empezó la temporada, parecía como si todo el mundo espera que él sea el doble de bueno ya que él estaba haciendo el doble. Cuando él se bajó a un comienzo lento, los medios de comunicación Calgary saltó todo él. Jarome no anotar un punto en sus primeros 11 juegos, y las llamas no llegó a obtener hasta el momento de su 20 partido de la temporada. Old comparaciones a Joe Nieuwendyk resurgido, y algunos le pedían "Iggy Flop". 
Jarome hecho caso omiso de las críticas y, finalmente, encontró su juego. Fue nombrado NHL Jugador del Mes en febrero de 2000, después de la publicación de la liga de alta un total de 10 metas y 21 puntos. Durante una espectacular streak grabó un punto recto en 16 juegos. Las llamas, mientras tanto, se trasladó a golpear dentro de una gama de playoff in situ. "Iggy Flop" ha sido sustituida por la de "Iggy Arriba." 
Cuando Jarome enfriado, sin embargo, también lo hicieron las llamas. Él todavía terminado con 29 metas y 34 asiste, pero la temporada de Calgary fue extinguido antes de que obtuvo un sniff de los playoffs. Aunque Jarome fue de vacaciones durante la temporada baja, se enteró de que había habido un cambio en la parte superior de Calgary. Fuera como entrenador para 2000-01 fue Sutter, y fue en Don Hay, su antiguo jefe en Kamloops. Sutter Jarome respetado, pero se alegra de ver un cambio. No Hay que herir a favor de un gran estilo abierto que poner una prima sobre los objetivos de puntuación. Jarome llegó al campamento en buen ánimo y muy buena forma, seguro de que podría alcanzar los 40 goles de meseta. Abrió la temporada en una lágrima, los principales objetivos en llamas y ayuda, y ganar el respeto de sus compañeros por su liderazgo. 
Nunca una "rah-rah" chico, Jarome preferido para inspirar a sus compañeros de equipo haciendo grandes obras en las grandes situaciones. No ha habido muchas situaciones en las grandes Jarome cuatro temporadas en Calgary, pero este año el equipo estaba ganando más frecuencia y permanecen en los juegos que habían recibido fuera de ellos en el pasado. Jarome trabajado duro, noche a noche y fuera. Cuando una lesión obligó capitán de equipo Steve Smith a la jubilación, el club ha votado una nueva serie de dirigentes. Veteranos Dave Lowry, adquirida en el fuera de temporada, fue nombrado capitán; Jarome y defenseman Jason Weimer se instalaron como ayudantes. Era la primera vez en su carrera en cualquier nivel que Jarome llevaban una carta en su jersey. El honor significaba mucho para él. 
Jarome se lesionó la rodilla un día después. Sacó de nuevo sobre el hielo y duro que desempeñan el resto del camino, pero nunca fue del 100 por ciento de nuevo. Las llamas fizzled una vez más, y se perdió el playoff de la carrera para un quinto año consecutivo. Exasperada, Jarome sacó su frustración por Brendan Morrow de las Estrellas. Nunca tímidos a la hora de mezclar hasta que, Jarome poner un poco más detrás de uno de sus ponches y hamate resquebrajado el hueso en su mano izquierda. Su temporada terminó temprano, con 31 metas y 40 asiste. 
Jarome tuvo cirugía para reparar los daños, pero se le dijo a sentarse a cabo dos meses. Esto le impidió incorporarse a equipo de Canadá en el Campeonato del Mundo en Alemania. La escuadra podría haber utilizado su ayuda-Canadá perdido a los Estados Unidos en los cuartos y dejó a Europa sin una medalla. 
Hacer su marca 
En septiembre de 2001, Wayne Gretzky trató de teléfono Jarome, que se ha vuelto a plena capacidad. El Gran Uno, Director Ejecutivo de Canadá Olímpicos del año 2002 los hombres del equipo de hockey, necesitan a alguien para sustituir a Filadelfia Flyer Simón Gagne, que fue de enfermería dolor del hombro. Cuando la llamada llegó, Jarome ha sido a la cena en Edmonton con su paso a los hermanos (Elvis Iginla hubiesen contraído y se inició una nueva familia); su fiancee, Kara Kirkland, tomó el mensaje. 
Jarome Iginla, 2002 Topps Heritage 
Gretzky me quiere? Jarome sospecha de que era una broma. Marc Savard de equipo, un conocido bromista práctico, fue un principal sospechoso. Sin embargo, una llamada a los antiguos Edmonton gran Kevin Lowe, que era del equipo de GM Canadá, confirmó que había sido llamado que Gretzky. Los dos hablaron, Gretzky y explicó la situación. El equipo tuvo un intra-escuadra scrimmage en Calgary al día siguiente-él podría hacerlo? Gretzky no es un lugar prometedor en el equipo olímpico, pero Iginla vio la oportunidad de hacer una buena impresión. 
Jarome saltó en su Porsche 911, y llevó toda la noche para llegar a la práctica el juego a tiempo. Él skated en una línea con el ex Llama Theo Fleury y Pierre Turgeon. Aunque nervioso, Jarome impresionado Gretzky, que dice que después de 24 años de edad, tenía un disparo a la obtención de un terreno la plantilla. 
Jarome la experiencia de Canadá con el equipo de su mayor entusiasmo y reforzado su confianza en la partida campaña 2001-02. Él está decidido a elevar su juego y convertirse en una élite a nivel de jugador, y también obtener Calgary para los playoffs. Por primera vez, Jarome tenido un apoyo decente emitidos. Segundo año GM Craig Button había comenzado un agresivo plan de recuperación. Nuevo en el equipo romano fueron portero Turek, ejecutor Bob Boughner, centros de Rob Niedermayer y Scott Nichol, rápida y de izquierda Dean McAmmond. Young defenseman Derek Morris fue entrar en el suyo propio, mientras que el veterano Craig Conroy-una mentalidad defensiva hacia adelante obtenido un año antes de los Blues-miró a añadir un poco de ofensa a su juego. La tarea de moldear este escuadrón en un contendiente se redujo a Greg Gilbert, que había reemplazado a Bob Hay detrás del banco al final de la campaña 2000-01. 
Unas pocas semanas en la temporada es evidente que las llamas se ha convertido la esquina. Ellos eran legítimas desafíos para una división de títulos gracias a Gilbert's inteligentes, control estricto estilo, que trata de limitar los errores defensivos en la zona y crear oportunidades de puntuación en el otro extremo de la pista. Jarome del linemates, Conroy y McAmmond, estaban jugando muy bien. Morris, por su parte, fue rápidamente convirtiendo en uno de los principales backliners en la liga, y Turek fue un monstruo en la portería. 
Encabezando la revitalizada Flames Jarome fue. Una de las primeras de la temporada aluvión ofensivo le abovedada en la parte superior de la NHL la tabla de puntuación, y allí permaneció durante todo el año. A medida que la temporada avanzaba, los medios de comunicación recogidos en esta historia. Fuhr hockey ha sido la primera superestrella negro, pero pasó juegos ocultos detrás de una máscara. Jarome, que se convertiría en la liga del primer negro campeón de puntuación, es "ahí fuera" para que todos las vean. La NHL, siempre estamos interesados en llegar a las minorías y los jugadores aficionados, alentó a la prensa a heap atención a Jarome. 
Esto dio lugar a algunos momentos incómoda. Reporteros tratando de jugar hasta la carrera de ángulo pregunta bastante ladysouljah algunas preguntas, tales como, "¿Qué se siente al ser de color negro y el máximo goleador en la NHL?" Iginla la respuesta fue que siendo un papel que afro-americanos los niños Fue fantástico, pero espera que sirva de ejemplo para todos los niños. Jarome fue amable y acogedor, incluso cuando descubrió que su nombre había quedado fuera de la oficial de la NHL All-Star votación. Esto se corrigió ligeramente en febrero, cuando fue elegido como reserva de América del Norte All-Stars. 
Jarome Iginla, 2002 Blaze Magazine 
Ser el líder en la liga goleador hizo venir con algunas ventajas. En enero, se le informó de que se le había añadido al equipo olímpico canadiense. Cuando Jarome izquierda para Salt Lake City el mes siguiente, tuvo 35 goles-ya una nueva carrera de alta. Por supuesto, en equipo de Canadá, que acaba de hacer Jarome uno de los muchos francotiradores. Su equipo olímpico incluido Mario Lemieux, Joe Sakic, Eric Lindros, Paúl Kariya y Steve Yzerman, que había más de 2000 objetivos entre ellos. De hecho, entrenador Pat Quinn estaba más interesado en Jarome del músculo que toque su puntuación; a Canadá a ganar su primera medalla de oro en más de dos generaciones, el equipo tendría que presionar el tamaño celebró ventaja sobre los demás equipos en el torneo. 
Jarome jugado el primer partido en una línea con Yzerman y Brendan Shanahan. El trío espera de paso, al igual que el resto del equipo de Canadá, que fue outhustled y outclassed en una pérdida de 5-2 a Suecia. Buscan a agitar las cosas, Jarome Quinn se trasladó a un acuerdo con Sakic y Simón Gagne, el hombre cuya lesión por primera vez abrió la puerta para él. Jarome era más cómodo y lo demostró. En los cuartos, contra Finlandia, fue de golpe con autoridad y con la confianza de patinaje. 
Equipo volaron a Canadá 7-2 Bielorrusia en las semifinales para avanzar al juego por la medalla de oro contra el equipo americano. Este fue el concurso de todos los previstos. Los EE.UU. tomó la iniciativa en una meta de Tony Amonte, pero Canadá fue claramente disfrutando de lo mejor del juego. A finales de la primera fase, con la puntuación de 1-1 nudos, Jarome tomó una hermosa cruz de hielo pasar de Sakic y escondido el tejo pasado portero Mike Richter dar a su equipo la delantera. 
Después de equipo de EE.UU. vinculada la partitura, Sakic Richter golpearon con la ayuda de una pantalla fijada por Joe Nieuwendyk, el jugador de los cuales Jarome había sido negociados. Dieciséis minutos en el período final, Jarome blasted una gran unidad de Richter que no podía manejar. El tejo squirted fuera de su guante y trickled en la red para dar algunos Canadá Equipo de respiración habitación. Con el intento de regreso de América quelled, Sakic terminado el marcador con una escapada objetivo de ganar 5-2. 
En el juego que trajo Canadá su primera medalla de oro en 50 años, Sakic fue nombrada como primera estrella, el portero Martín Brodeur segundo, tercero y Jarome. Es un buen momento para Iginla. Innumerables millones de fanes en todo el mundo de hockey obtuvo su primer prolongada ver a él en este juego, al igual que muchos canadienses. Aproximadamente la mitad de los televisores en Canadá fueron sintonizados en el juego por la medalla de oro. 
Pat Quinn, 1971 Topps Rookie 
Cuando la temporada de NHL reanuda, Jarome se sumaron a Sakic en la portada de The Hockey News, ya que expusieron sus medallas de oro. Jarome también fue objeto de un artículo en Sports Illustrated. En su primer partido de vuelta, con muescas su primera carrera sombrero truco contra los Rangers. En su próximo partido que anotó objetivo número 40. 
Un pariente desconocido fuera el oeste de Canadá semanas antes, Jarome ahora se promociona como una posible MVP. Fue también perfectamente posicionado para ganar el Art. Ross (puntuación) y Rocket Richard (objetivos) trofeos. El 7 de abril, Jarome compensarse un par de goles contra los Blackhawks de los números 50 y 51 en el año. Ha sido una década ya que un jugador Calgary último llegado a este hito. 
La decepción en solitario Jarome otros estelares de la temporada fue el hecho de que Calgary, una vez más, cayó fuera del playoff de contención. Un comienzo rápido celebró una gran promesa para el regreso a la pos temporada, pero después de perder sólo dos de sus primeros 21 juegos de las llamas procedió a ganar sólo cuatro de sus próximos 20. A partir de ahí, las principales lesiones hizo el club de una carrera de la fábrica de equipo de .500. 
Como agente libre restringido, Jarome enfrentan algunas opciones interesantes en el verano de 2002. Su combinación de tenacidad y talento para llevar prometido un rey del rescate, si bien su origen étnico añadido algunos giros interesantes de comercialización. Finalmente, él decidió permanecer y terminar lo que empezó en Calgary-aunque algunos dicen sus habilidades (y probablemente más transversal recurso) se está desperdiciando en la lejanía del oeste de Canadá. Pero las llamas habían sido leales y de apoyo a través de los años, y él quería pagar por ayudar a la franquicia de regresar a la parte superior. 
No era para estar en el'02-'03 temporada, como Calgary fue de nuevo el cierre de los playoffs. El equipo de mayores problemas vinieron a atacar a la final, donde las llamas luchado para poner el puck en la red. Jarome dirigió el equipo en puntuación (35 objetivos, 33 asiste), pero solo otros cinco compañeros registrada de doble dígitos en los objetivos. Chris Drury, adquirido de Colorado para añadir velocidad y pegada ofensiva, fue especialmente decepcionante. 
La defensiva, Calgary no era mucho mejor. El club entregó el cuarto de más goles en la Conferencia Occidental, a menudo dejando Roman Turek a valerse por sí mismo en red. El veterano portero realmente prosperado en el tiempo bajo la pesada carga de trabajo, pero es apenas una receta para el éxito. 
Las cosas hizo tan mal en Calgary rumores que distribuye Jarome que estuvo encabezada fuera de la ciudad. Con el gran presupuesto Rangers tratando de hacer un playoff empuje y perennes Stanley Cup contendientes como el Red Wings y Demonios la esperanza de reforzar a sí mismos por adelantado, las llamas sobre el terreno muchas de las ofertas por su talento extremo. Pero el único cambio sustantivo aplicado por el equipo entró en la oficina. Después de la temporada, entrenador Sutter fue nombrado gerente general, como Button fue entregado documentos de su caminar. 
Denominación en la temporada 2003-2004, no se esperaba mucho de las llamas. Habían perdido los playoffs en los últimos siete temporadas, un streak que había todas las posibilidades para continuar. 
A través de los dos primeros meses de la campaña, Calgary fue bien en su camino a otro verano de tee-veces. El récord del equipo era de 9-12, y para empeorar las cosas, Jarome se luchando poderosamente. De hecho, había un solo objetivo a través de la primera 21 games. 
Decepción pronto se convirtió en júbilo. Jarome recogió su juego en diciembre, y poco conocido portero Mikka Kiprusoff comenzó a hacer un nombre por sí mismo. Las llamas terminado el mes en un abrasador 10-3-2. 
No es de extrañar que, Calgary regresó a la tierra, y se encontró que luchan por el posicionamiento playoff con 28 juegos restantes. Sutter llama una reunión del equipo, y esbozó una estrategia para ejecutar el tramo. El equipo respondió y ganó cuatro juegos en cada una de las entrenador del cuatro "de siete series de juegos." Las llamas de liquidación como la sexta semilla en la Conferencia Occidental. 
Jarome el liderazgo de la era fundamental para el éxito del equipo. A pesar de su pesadilla de inicio, terminó con 41 metas, que le atadas por la Liga de plomo. A lo largo del camino, con el apoyo como candidato MVP. 
Las llamas se enfrentaba a una familiar de su oponente en la apertura de serie, campeón de la División Noroeste de Vancouver. La física CANUCKS Jarome mantenido en jaque a través de los seis primeros juegos, lo que limita a un solo objetivo. Pero en el decisivo, que explotó con dos goles en la regla, entonces la asistencia a Martín Gelinas del juego-y ganar-ganar-serie-objetivo en horas extraordinarias. 
Esperando a las llamas en la segunda ronda fue campeón otra división, los poderosos Red Wings. Detroit también se centró en silenciar Jarome, por lo que de nuevo se espera la creación de sus compañeros de equipo. En el juego Seis, encontró Craig Conroy tarde en el tercer período para sellar una victoria, la fuerza y otro de Juego Siete. Varias noches más tarde, Jarome conectar de nuevo con Gelinas, que puso a casa su segundo juego de las horas extraordinarias-ganador. 
Calgary la carretera sólo se convirtió en algo más dura en la final de conferencia oeste, ya que el equipo cuadrado frente a los Tiburones de talento. Jarome había una enorme serie de compensación cuatro metas y ayudar a otro. En el juego cinco, que anotó un corto con las manos objetivo en el segundo período, lo que añadido a una impresionante victoria de 3-0. Las llamas procedió a cerrar la serie en Game Seis. 
En la fase final de la Copa Stanley, Calgary se enfrentan aún otro campeón de división, los Tampa Bay Lightning. Jarome dio a su equipo levantar un instante en un juego con un juego corto ganador de las manos objetivo. Los dos clubes se alternaron las victorias en los próximos cuatro. En el juego Seis, con las llamas una victoria de la America's Cup en su casa de hielo, por último, el Rayo de pruebas, una forma de la pelota atrás y adelante tendencia de la serie. Se cerró por completo Jarome. 
Tampa Bay envió a la serie de vuelta a Florida, donde ambos equipos abrieron el juego Siete buscando apretado. El Rayo machacados Jarome cada oportunidad que tiene, decididos a no permitir que le golpearon. El plan de trabajo, como Tampa Bay saltó a dos goles de cabeza, luego de celebrada el querido la vida en la disminución minutos. Jarome creado varias buenas posibilidades de puntuación tarde, pero no ha podido ser por las llamas, que cayeron una sola victoria corto de la Stanley Cup. 
Jarome terminado los playoffs'04 con grandes números, anotando una liga de alto 13 objetivos, tasar nueve asistencias y acabado en un +13. Calgary había ganado el juego durante los Siete Rayo, él habría sido fácil la elección para el Conn Smythe. 
Jarome disfrutado de un breve respiro, y luego se unió a Canadá del equipo para la Copa del Mundo de Hockey. Formó Canadá más prolífico acuerdo con dos de sus héroes, Lemieux y Sakic. Tras un comienzo lento en el torneo preliminar de juegos, Jarome estalló en los cuartos contra Eslovaquia. Cinco minutos en el segundo período, se disparó un tiro byJan Lasak Canadá a poner hasta 2-0. Luego colaboró con una meta de Sakic antes cosechando su segunda del concurso. 
Después de la evisceración a cabo una victoria 4-3 horas extraordinarias frente a la República Checa en las semifinales, los canadienses se enfrentan Finlandia para el campeonato. Empate 2-2 en la partida en el tercer período, Canadá obtuvo el juego-ganador de una fuente poco probable, Shane Doan adelante. La victoria marcó el tercer título mundial de Canadá desde 2002, una carrera que ha establecido el país en el mundo del preeminente poder sobre el hielo. Jarome ha sido un factor clave. Durante los seis juegos de la Copa del Mundo, que anotó dos goles, añadió una asistencia y terminado en un +5. 
¿Qué sigue para Jarome? Eso es difícil de contestar. Trabajo problemas entre los propietarios y los jugadores podrían acabar con la temporada 2004-05. Además, es un Jarome restringido agente libre, lo que significa Calgary le debe ofrecer una participación cualificada de más de 7 millones de dólares. Ese precio podría ser demasiado alto para las pequeñas llamas de mercado. 
Jarome que lucir bien en casi cualquier equipo del jersey, sobre todo uno en una de las principales ciudades de América del Norte, donde los aficionados de hockey pueden obtener un mayor reconocimiento por sus habilidades emprendedoras y la publicidad ejecutivos pueden sacar provecho de su potencial sin explotar estrellas. 
JAROME el jugador 
Cuando los Calgary Flames Jarome de comercio para Iginla, que espera se convierta en una roca sólida, lo puede hacer todo ala que podría proporcionar tanto de puntuación y el liderazgo. Él se convirtió en este tipo de jugador dentro de unos años, y se añaden matices a su juego con cada temporada. 
Antes de su avance la campaña 2001-02, los aficionados serios miró Jarome la defensa como el conjunto lo que le distingue de otros jugadores de su edad. La mayoría de los jóvenes NHL'ers polaco su puntuación primero y luego abordar su defensa posterior.No hay nada en Jarome del juego, sin embargo, sugerir que él sería un 50-goleador-que no sea el hecho de que trabajó duro para cada oportunidad de puntuación. 
Ahora que ha llegado a ese nivel, el debate se refiere a lo que él tendrá que hacer para mantenerla. La coherencia ha sido un sello distintivo de Jarome de juego desde los juniors de lo que él hace bien en un juego que suele ser capaz de llevar al siguiente. A este respecto, parece probable que él seguirá siendo un goleador prima, por las mejoras que ha hecho que llevó a su avance fueron arraigados en el uso de su tamaño, y la inteligente manera en que opera en el tráfico en la red. 
Suceda lo que suceda en las próximas temporadas, una cosa es cierta: La evolución de Jarome Iginla no se hace. A medida que aprende a combinar la lunchbucket aspectos de su juego (la excavación en las esquinas, iniciar el contacto, jugando duro en ambos extremos del hielo) con el objetivo de flashier de puntuación, debe convertirse en una forma aún más valiosa y versátil reproductor.